# T.S.O.L.
T.S.O.L. (acronimo per True Sounds of Liberty) è una band hardcore punk, nata alla fine degli anni settanta in piena ondata punk, che ha attraversato fasi alterne, anche dal punto di vista stilistico, e molte divisioni, ma che ha comunque avuto un'influenza notevole negli anni successivi (unitamente a Bad Religion, Adolescents e Circle Jerks) nell'evoluzione del genere musicale punk rock e soprattutto hardcore punk. Alcune tra le principali band punk hanno dichiarato di aver subìto l'influenza dei TSOL (come The Offspring, Pennywise, Good Riddance, Blink-182). Curiosamente verso la seconda metà degli anni ottanta il gruppo prese strade musicalmente distinte indirizzandosi verso l'hard rock, e in particolare verso l'hair metal. Tuttavia questa risultò come una breve parentesi artistica che non durò a lungo.

## Storia del gruppo

### Successo
I TSOL (True Sounds Of Liberty) sono stati tra le prime Hardcore Punk band della Orange County (California) assieme a Social Distortion, Adolescents, Channel 3, Agent Orange e China White, e hanno rappresentato l'esplosione del "Beach Punk" più violento.
Il gruppo viene fondato nel 1979 in California, USA da Jack Grisham e Todd Barnes, entrambi dei Vicious Circle di Long Beach, i cui concerti erano noti per la violenza più sfrenata del pubblico, e Ron Emory, Mike Roche, entrambi provenienti da Huntington Beach.
L'arrivo del gruppo, composto da questi quattro giovani surfisti muscolosi e in piena forma, lanciò sin da subito il segnale di una nuova fase all'interno della scena Punk losangelina: rivali dei punk "settantasettini" di Hollywood che li consideravano un gruppo di "jocks" palestrati e violenti, la band tenne i primi concerti in alcune scatenate feste private in qualche ricca casa dei sobborghi residenziali, che alla fine veniva regolarmente saccheggiata e fatta bersaglio di atti vandalici, e riteneva il Punk Rock come il palco per un comportamento antisociale, compresa la dissacrazione di tabernacoli e il furto di strumenti musicali alla scuola.
Nel 1981 pubblicarono l'omonimo EP per la Posh Boy Records: contenente 5 tracce (tra cui spiccano "Superficial Love" e "Abolish Government/Silent Majority"), l'album si affermò subito come pietra miliare dell'Hardcore Punk californiano con i suoi ritmi veloci e i suoi testi politicizzati e provocatori, rivolti principalmente all'allora presidente Ronald Reagan.
L'atteggiamento provocatorio e anti-conformista della band si rivelò in ogni minimo aspetto: a cominciare dal vestiario (il cantante Jack, avendo notato che ormai il suo look da skinhead dei primi tempi era stato accettato dal resto della scena, cominciò a truccarsi e a vestirsi di nero, meritandosi l’etichetta di “dark”), fino alle scelte musicali.
Dopo l'EP, infatti la band pubblicò l’LP di debutto “Dance With Me”, pietra miliare del genere e album che conferma l’Hardcore della California come grande fonte d’ispirazione per la scena dark americana, assieme a band del calibro di Christian Death, Legal Weapon e 45 Grave. Perfetto ibrido Punk Rock e Deathrock, si apre con gli energici riff Hardcore di “Sounds Of Laughter”, seguita dall’inno alla necrofilia di “Code Blue”, contenente la celebre frase “I wanna fuck I wanna the dead!”; prosegue con i ritmi più lenti, ma non meno effettivi, di “The Triangle” per poi lanciare in “80 Times” il grido di un disperato adolescente in cerca di una via di fuga dalla società reaganiana; “I’m Tired Of Life”, la splendida gemma Dark dell’album, è impregnata di un decadentismo e una riflessione unici e in “Love Story” si alternano un’intro e verso piuttosto suggestivi al veloce e frenetico ritornello; si va avanti con “Silent Scream” e i riff quasi Psycho-Billy di “Funeral March”, giungendo così alla grandiosa “Die For Me”, canzone dai classici temi Punk contro la guerra e il potere che si sposano perfettamente con la musica né ruvida né grezza dei melodici riff del basso Mike Roche e della chitarra di Ron Emory; la title track, posta alla fine e preceduta da “Peace Thru Power”, chiude l’album con un armonioso arpeggio di chitarra.
L'esplosione del sottogenere punk Death rock, avvenuta grazie a band come i Christian Death, porta anche gli TSOL, con l'album Beneath the Shadows, alla prima delle loro tante evoluzioni di genere. Questo mutamento (avvenuto anche grazie all'inserimento del tastierista Greg Kuehn) venne visto dai primi fan come una sorta di tradimento e dopo le tante critiche ricevute durante il tour, determinò la fuoriuscita dal gruppo di Jack Grisham (che dopo qualche anno fonderà con Ron Emory il gruppo pop punk The Joykiller) e Todd Barnes.
L'ulteriore modifica nella composizione del gruppo porta la band ad una vera rivoluzione musicale, passando da sonorità comunque inseribili all'interno del genere punk al puro heavy metal, ed in particolare al sottogenere hair metal dell'album Revenge. I T.S.O.L. (senza il chitarrista Ron Emory che aveva lasciato la band poco prima dell'uscita dell'album in questione) fanno così il loro ingresso nel hard rock, cambiando completamente formazione, e diventando amici dei Guns N' Roses (tanto che nel video di Sweet Child o' Mine vediamo Steven Adler indossare una t-shirt dei TSOL).

### Declino
Dopo Revenge, ed in generale con il declino del genere musicale hair metal dell'inizio degli anni novanta, la band attraversa una lunga fase di declino, caratterizzata da tensioni all'interno del gruppo e da infinite dispute circa la vera paternità del nome e dei marchi TSOL (per un periodo infatti saranno due diverse band a portare lo stesso nome). Una parte del gruppo si scioglierà definitivamente (salvo saltuarie re-union e sporadici concerti) nel 1996, mentre un'altra parte, capitanata dal cantante Joe Wood che aveva sostituito Grisham nel 1983, continuerà l'attività in Brasile.

## Discografia

### Album in studio
- 1981 - Dance with Me
- 1982 - Weathered Statues
- 1982 - Beneath the Shadows
- 1984 - Change Today?
- 1986 - Revenge
- 1987 - Hit and Run
- 1990 - Strange Love
- 2001 - Disappear
- 2003 - Divided We Stand
- 2009 - Life, Liberty & the Pursuit of Free Downloads
- 2017 - The Trigger Complex

### Album live
- 1991 Live 91
- 2007 Live From Long Beach

### Raccolte
- 1988 Thoughts of Yesterday 1981-1982
- 1992 Hell & Back Together: 1984-1990
- 1997 T.S.O.L./Weathered Statues
- 2005 Who's Screwin' Who?
- 2008 Fuck You Tough Guy: The Collection (album)

### Apparizioni in compilation
- 1982 - Rat Music for Rat People (Go!! Records)
- 1998 - The Thought Remains the Same
- 2001 - Punkzilla